# ستيفانو سورنتينو
ستيفانو سورِّنتينو (Stefano Sorrentino) (ولد يوم 28 مارس 1979 في كافا دي تيريني) هو حارس مرمى كرة قدم إيطالي يلعب حاليًا لصالح كييفو فيرونا الإيطالي.
بدأ مسيرته سنة 1996 مع نادي لاتسيو الإيطالي ثم انتقل الموسم التالي إلى نادي يوفنتوس ثم انتقل بعد موسم مع هذا النادي إلى نادي تورينو وأمضى معه سبع مواسم ثم انتقل سنة 1999 إلى نادي جيف ستابيا ثم بعد ذلك ‘لى نادي فاريس ثم انتقل لنادي أيك أثينس اليوناني وهو أول نادي أجنبي لعب معه سورينتينو ثم انتقل سنة 2007 لنادي ريكرياتيفو هويلفا الإسباني وعاد بعدها ليلعب مع كييفو فيرونا.

## روابط خارجية
- ستيفانو سورنتينو على موقع قاعدة بيانات كرة القدم.إي يو (الإنجليزية)
- ستيفانو سورنتينو على موقع Soccerway.com (الإنجليزية)
- ستيفانو سورنتينو على موقع عالم كرة القدم.نت (الإنجليزية)
- ستيفانو سورنتينو على موقع AS.com (الإسبانية)
- ستيفانو سورنتينو على موقع GSA (الإنجليزية)